# Пирипири (Пиауи)

Пирипири на карте штата.

Пирипири (порт. Piripiri) — муниципалитет в Бразилии, входит в штат Пиауи. Составная часть мезорегиона Север штата Пиауи. Входит в экономико-статистический микрорегион Байшу-Парнаиба-Пиауиенси. Население составляет 61 834 человек на 2010 год. Занимает площадь 1408,934 км². Плотность населения — 43,89 чел./км².

## Демография
Согласно сведениям, собранным в ходе переписи 2010 г. Национальным институтом географии и статистики (IBGE), население муниципалитета составляет:
| Полное население                               | Полное население                               | Полное население                               | Полное население                               | 61 834 |
| ---------------------------------------------- | ---------------------------------------------- | ---------------------------------------------- | ---------------------------------------------- | ------ |
| в том числе:                                   | Городское население                            | 44 540                                         | Процент городского населения, %                | 72,03  |
|                                                | Сельское население                             | 17 294                                         | Процент сельского населения, %                 | 27,97  |
|                                                | Мужское население                              | 30 138                                         | Процент мужского населения, %                  | 48,74  |
|                                                | Женское население                              | 31 696                                         | Процент женского населения, %                  | 51,26  |
| Плотность населения, чел/км²                   | Плотность населения, чел/км²                   | Плотность населения, чел/км²                   | Плотность населения, чел/км²                   | 43,89  |
| Население муниципалитета в % к населению штата | Население муниципалитета в % к населению штата | Население муниципалитета в % к населению штата | Население муниципалитета в % к населению штата | 1,98   |

По данным оценки 2016 года, население муниципалитета составляет 62 650 жителей.

## Статистика
- Валовой внутренний продукт на 2004 год составляет 125 251 000 реалов (данные: Бразильский институт географии и статистики).
- Валовой внутренний продукт на душу населения на 2004 год составляет 2032 реалов (данные: Бразильский институт географии и статистики).
- Индекс развития человеческого потенциала на 2000 год составляет 0,641 (данные: Программа развития ООН).

## География
Климат местности: тропический.